# Весели Лан
Весели Лан (на украински: Веселий Лан) е село в южна Украйна, в Николаевска област, в Врадиевски район. Населението му е около 103 души.